# Flora Brovina
Flora Brovina (n. 30 septembrie 1949, Srbica, Provincia Autonomă Kosovo și Metohia, Serbia) este o poetă albaneză kosovară, pediatru și activist pentru drepturile femeii. S-a născut în orașul Srbica din Valea Drenica din Kosovo și a fost crescută la Priștina, unde a mers la școală și a început să studieze medicina. După ce și-a terminat studiile universitare la Zagreb, unde s-a specializat în pediatrie, s-a întors în Kosovo și a lucrat pentru un timp ca jurnalist al cotidianului albanez Rilindja. Imediat după aceea, s-a întors la profesia sa în domeniul sănătății și a lucrat timp de mulți ani în secția de pediatrie a Spitalului General din Pristina.

## Războiul din Kosovo
Pe măsură ce situația politică din Kosovo s-a deteriorat în anii 1990, iar luptele au izbucnit, Brovina a condus o clinică de sănătate în Pristina, unde a distribuit informații despre îngrijirea sănătății cu privire la diverse probleme cum ar fi mușcăturile de șarpe, îmbrăcarea răniților și îngrijirea bebelușilor. De asemenea, a folosit centrul pentru a adăposti un număr de copii orfani, dintre care mulți își pierduseră părinții în timpul luptelor și expulzărilor. Ea și colegii ei au avut grijă fiecare de câte 25 de copii la un moment dat. 
La 20 aprilie 1999, în timpul războiului din Kosovo, Brovina a fost răpită de opt paramilitari mascați din Serbia din casa în care locuia și a fost dusă cu un automobil într-o destinație inițial necunoscută. Ea a fost dusă în captivitate în Serbia, când forțele NATO au preluat capitala, iar trupele sârbe s-au retras din țară. Primele știri despre răpirea ei au apărut la data de 24 aprilie 1999, când fiul ei a reușit să contacteze asociația internațională a scriitorilor, PEN, cu un apel urgent ca știrea răpirii ei să fie făcută cunoscută cât mai repede posibil. Ea a fost transferată într-o închisoare sârbă din Požarevac și, în prima ei lună de detenție, a fost supusă la mai mult de 200 de ore de interogatoriu în 18 sesiuni separate, de obicei între orele 7:00 și 17:00. La 9 decembrie 1999, a fost acuzată de „activități teroriste” în temeiul articolului 136 din Codul Penal iugoslav. A petrecut un an și jumătate în închisorile sârbe înainte de a fi eliberată ca urmare a presiunii internaționale.

## Activitate literară
Ca scriitoare, Flora Brovina este autoarea a trei volume de versuri lirice. Prima colecție, Verma emrin tim, care conține 42 de poezii, a fost publicată la Priștina în 1973, când avea doar douăzeci și patru de ani. Șase ani mai târziu, în 1979, a urmat colecția de poezii Bimë e zë. În această colecție, una dintre principalele teme ale autoarei este cristalizarea poeziei. Evidentă în aceste poezii este soarta femeilor în societate și, în special, rolul femeilor ca mame, ca dăruitoare de viață și îngrijire. Aici apar simboluri ca nașterea, cordonul ombilical, lichidul amniotic și sânii care alăptează. Împreună cu plantele, acestea sunt probabil simbolurile cele mai omniprezente ale poeziilor sale. A treia și ultima colecție de versuri originale, intitulată Mat e çmat, a fost publicată la Priștina în 1995. Mat e çmat a apărut într-un moment în care era evident că regiunea Kosovo se îndrepta inevitabil spre război. Cu toate că a treia colecție nu poate fi interpretată în mare măsură ca un verset politic, în volum există multe poezii care reflectă preocuparea ei nu numai față de problemele și aspirațiile indivizilor, ci și față de soarta poporului ei, de libertatea și autodeterminarea sa. 
În 1999, Flora Brovina a primit premiul Tucholsky al clubului suedez PEN, un premiu acordat altor scriitori precum Salman Rushdie, Adam Zagajewski, Nuruddin Farah, Taslima Nasrin, Shirali Nurmuadov și Vincent Magombe. Ea a mai primit premiul PEN / Barbara Goldsmith pentru libertatea de a scrie acordat de către Centrul american PEN și premiul pentru drepturile omului al Fundației Heinrich Böll din Berlin. 
În ciuda acestei recunoașteri internaționale, ca poetă Flora Brovina nu a făcut niciodată parte din elita literară a Kosovo-ului și nici poezia ei nu și-a găsit drumul în mainstreamul literaturii albaneze contemporane. O colecție de versuri a apărut în limba engleză în Flora Brovina, Call me by my Name, Poetry from Kosova, într-o ediție bilingvă albaneză-engleză, tradusă de Robert Elsie, New York: Gjonlekaj 2001. 

## Politică
După ce Kosovo a fost proclamat stat independent, Flora Brovina a candidat la postul de Președinte al Kosovo în 2001 pe lista Partidului Democrat din Kosovo (PDK), un candidat surprinzător în locul liderului partidului, Hashim Thaci. De atunci, ea a fost membră a Adunării din Kosovo în timpul fiecărei legislaturi.  